# Сквирский, Вадим Владимирович
Вади́м Влади́мирович Скви́рский (род. 29 декабря 1970, Баку, Азербайджанская ССР, СССР) — российский актёр театра и кино, театральный режиссёр.

## Биография
Вадим Сквирский родился 29 декабря 1970 года в городе Баку (Азербайджанская ССР).
Учился в художественной школе.
Окончил Санкт-Петербургский государственный институт культуры (специальность — «режиссура драмы»).
Посещал курсы режиссуры игрового и документального кино (класс профессора С. Д. Арановича).
В 1999 году окончил мастерскую «Интерстудио» (класс Льва Эренбурга, специальность — «режиссура») на базе Санкт-Петербургской государственной академии театрального искусства (СПбГАТИ).
С 1999 года — актёр «Небольшого драматического театра Льва Эренбурга». 

## Творчество
Некоторые режиссёрские работы: постановка спектаклей «Рукоделие» (по мотивам произведений Кортасара, Гоголя, Шекспира, «Интестудио», 1994) и «Duty uplnik» (спектакль по пьесе Мартины Кински DAMU, Прага, Чехия, 2000). Соавтор сценария и исполнитель одной из ролей в фильме «Happy end» (реж. Влад Ланнэ, Чешское телевидение, 1998). (Приз FIPRESSI за лучший фильм, FAMU FEST, Чехия; гран-при за лучший фильм в номинации «On the road», IFF Trencianske (Teplice, Словакия); гран-при фестиваля «Чистые грёзы-4» (Дебоширфильм-2001, Россия)).
Преподает актерское мастерство в мастерской Л. Б. Эренбурга (выпустил вместе с ним актерский курс в БИИЯМС (2012), актерский курс в РГИСИ (2017), в настоящее время преподает на режиссерском курсе (РГИСИ, набор 2022). Как режиссер выпустил в Небольшом Драматическом Театре спектакли «Преступление и наказание» (2012, Гран-при Международного фестиваля студенческих спектаклей «Твой шанс», Москва), «Валентинов день» (2014, Театральная премия «Бронзовый лев Петербурга» — Лучший драматический спектакль малой формы), кино-спектакль «Иранская проблема. Премьера» (2020, спектакль – участник кинофестиваля «Окно в Европу», Выборг), «Господа проклятые» (2021). Является режиссером и соавтором Льва Эренбурга в спектаклях «Братья Карамазовы», «Вишневый сад».

### Роли в театре

#### Небольшой драматический театр Льва Эренбурга
- Король французский, герцог альбанский («Король Лир»)
- Оз («Волшебник страны Оз»)
- Сева («Ю»)
- Солёный («Три сестры»)
- Шабельский («Ивановъ»)
- Лука («На дне»)
- Морис, Андре, Эдмон («Оркестр»)
- Энрике («В Мадрид, в Мадрид!»)
- Соленый («Три сестры»)
- Пан Муссялович («Братья Карамазовы»)
- Заяц («НДТ, ЁПэРэСэТэ!»)

### Фильмография
- 2025 — В списках не значился
- 2021 — Седьмая симфония — Дмитрий Шостакович
- 2021 — Воскресенский — Николай Каменский
- 2021 — Вертинский — Молотов
- 2019 — Танец с саблями — Дмитрий Шостакович
- 2018 — Канцелярская крыса — Владимир Медушевский, киллер
- 2018 — История одного назначения — врач
- 2018 — Мост — Олег Данилов
- 2018 — Реализация — Игорь Кормильцев («Пионер»), бандит
- 2018 — Лачуга должника — Ламакин
- 2017 — Крылья Империи — Сэмюэль, переводчик британского посольства
- 2017 — Троцкий —
- 2017 — Комиссарша
- 2015 — «Апперкот для Гитлера» — Яков
- 2015 — «Рождённая звездой» — бандит в ресторане
- 2014 — Дознаватель 2 (10-я серия) — Алексей Базаров, актёр
- 2014 — Иные — «Пастырь», сектант
- 2014 — Лучшие враги (16-я серия "Защита") — Олег Смирнов, киллер
- 2013 — «Романовы» — Александр II
- 2013 — Ладога — комиссар Чечин, начальник управления НКВД по Ленинграду
- 2013 — Маяковский. Два дня — Дмитрий Шостакович
- 2010 — Военная разведка. Западный фронт (фильм 4-й «Казимир») — гауптман Пауль Нойнер
- 2010 — Тульский Токарев — Ваня Кружилин
- 2010 — Тайны следствия-9 — Сергей

- 2008 — «Дорожный патруль» — Хрящ
- 2008 — «Двое из ларца» — Игорь Суров
- 2007 — «Мушкетёры Екатерины» — гетман Михаил Казимир Огинский
- 2007—2013 — «Морские дьяволы» — Валет / Роберт
- 2006 — «Лабиринты разума» — Алексей
- 2006 — «Русские деньги» — Клавдий Горецкий
- 2005 — «Фаворит» — Павел I
- 2004 — «Конвой PQ-17» — Кондрад
- 2004 — «Агент национальной безопасности» — Журов
- 1999 — «Happy end»  (режиссёр Влад Ланнэ, Швеция) — Алеша